# جاکوبو مجلوتا آذر
جاکوبو مجلوتا آذر (انگلیسی: Jacobo Majluta Azar؛ ۹ اکتبر ۱۹۳۴ – ۲ مارس ۱۹۹۶) حسابدار، و سیاستمدار اهل جمهوری دومینیکن بود. وی از ۴ ژوئیه ۱۹۸۲ تا ۱۶ اوت ۱۹۸۲ رئیس‌جمهور این کشور بود.

## زندگی‌نامه
جاکوبو مجلوتا آذر در ۹ اکتبر ۱۹۳۴ در خانواده بازرگان لبنانی‌الاصل متولد شد. در سال ۱۹۶۳ به سمت وزیر دارایی منصوب شد. وی از سال ۱۹۷۸ تا ۱۹۸۲ معاون رئیس‌جمهور دومینیکن بود.
جاکوبو مجلوتا آذر در ۲ مارس ۱۹۹۶، در سن ۶۱ سالگی بر اثر سرطان ریه در ایالات متحده آمریکا درگذشت.